# Абдулла Джин
Абдулла Джин — таджикский мастер плиточник (кошинкор) XIX века. 
Украшал разноцветными узорчатыми плитками стены таких известных в Средней Азии исторических зданий как Дворец Таш-Хаули и Мавзолей Пахлаван-Махмуда в Хиве, стены парадного въезда и других частей цитадели Арк в Бухаре и других зданий. Отличительной особенностью его работ были узоры в виде фигур из сюзане.